# Gotas del príncipe Ruperto

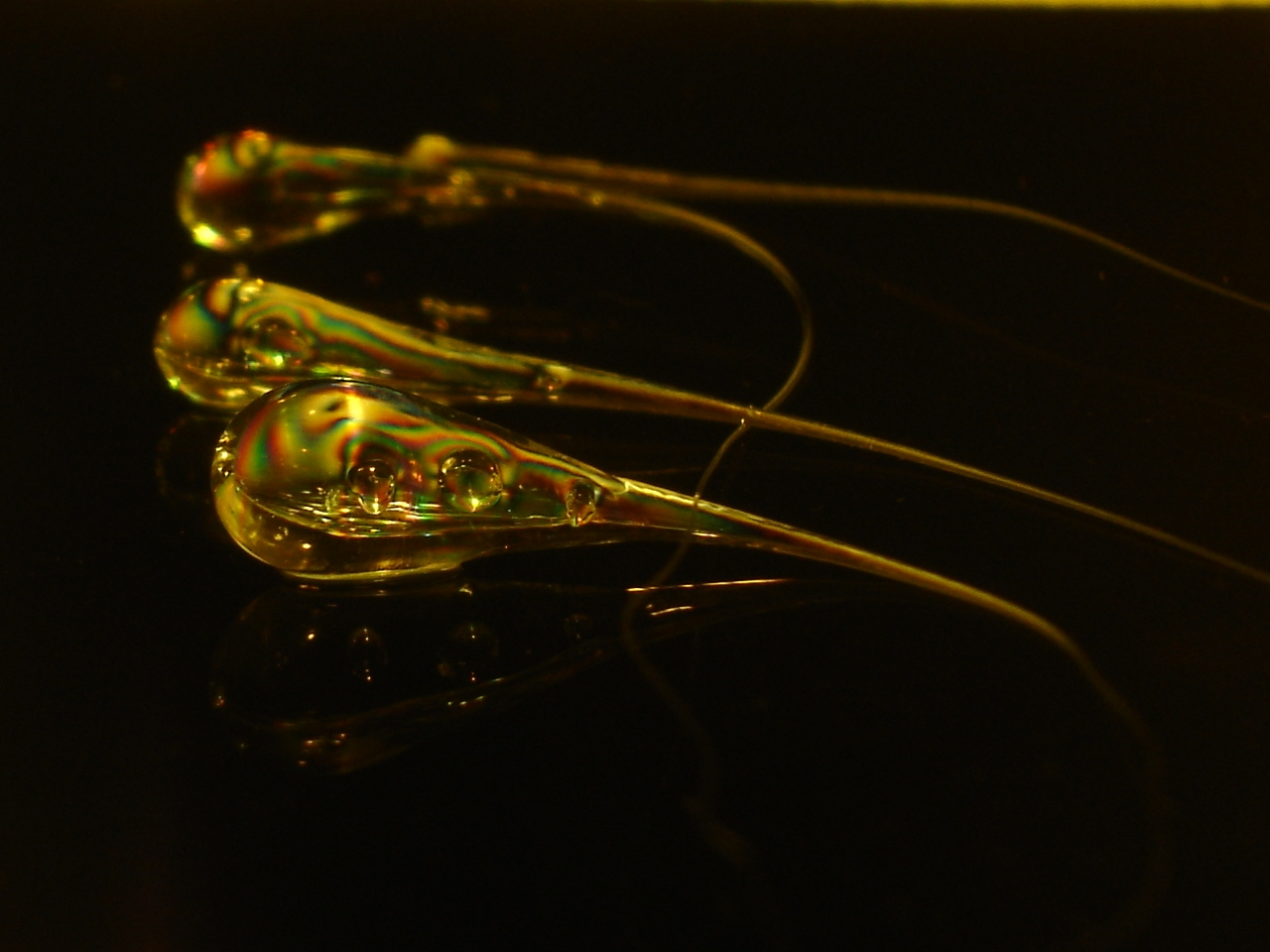
Gotas del príncipe Ruperto

Las gotas del príncipe Ruperto, también conocidas como esferas de Ruperto o lágrimas holandesas, son una curiosidad de vidrio creadas haciendo gotear vidrio fundido en agua fría. El vidrio se enfría en una gota en forma de renacuajo, con una cola larga y fina. El agua enfría rápidamente el vidrio fundido del exterior de la gota, mientras que el interior permanece mucho más caliente. Esta contracción provoca grandes fuerzas de compresión en el exterior, mientras que el interior sufre una tracción. Se dice que es un tipo de vidrio templado.
La tensión residual es muy alta en el interior, lo que da a la gota propiedades mecánicas inusuales, como soportar el golpe de un martillo en el extremo más ancho sin romperse, mientras que se desintegra si se daña ligeramente la cola.

## Daño
Cuando se daña la cola, se libera gran cantidad de energía potencial almacenada en la estructura atómica amorfa de la gota, causando fracturas que se propagan a través del material a gran velocidad.
Un análisis reciente de la fragmentación de las gotas del príncipe Rupert con vídeo de velocidad extremadamente alta ha revelado que el foco de fractura que se inicia en la cola y se propaga desintegrando la gota lo hace a una velocidad muy alta (~ 1450–1900 m/s, o 5220-6840 km/h, un número que en el aire sería Mach 5.5).
Debido a la transparencia del vidrio, la tensión interna del objeto puede demostrarse observando a través de filtros polarizadores.

## Historia
Los relatos académicos de la historia inicial de las gotas del príncipe Ruperto se dan en las notas y registros de la Royal Society de Londres. La mayor parte de los estudios científicos de las gotas se realizaron en la Royal Society.
Hay información fiable de que las gotas se hicieron en Mecklenburgo (norte de Alemania) al menos a inicios de 1625. Sin embargo, se ha afirmado que se inventaron en Holanda, dado su nombre común en el siglo XVII era larmes bataviques o lacrymae Batavicae. El secreto de como hacerlas permaneció durante un tiempo en la zona de Mecklenburgo, aunque las gotas se extendieron por toda Europa, para venderse como juguetes o entretenimiento.[cita requerida]
Parece evidente que el príncipe Ruperto del Rin no descubrió las gotas, pero tuvo un papel importante en su historia siendo el primero en traerlas a Gran Bretaña en 1660. Se las dio al rey Carlos II de Inglaterra, quien a su vez se las dio a la Royal Society en 1661 (que había sido creada el año anterior) para estudios científicos. Muchas de las publicaciones iniciales de la Royal Society hablan de las gotas y de los experimentos realizados. Entre esas publicaciones estaba Micrographia en 1665 de Robert Hooke, quien descubriría la ley de Hooke. Su publicación mostraba correctamente todo lo que se podía decir sobre las gotas del príncipe Rupert con los medios de ese tiempo, de elasticidad (a quien Hooke contribuyó posteriormente) y el fallo en la propagación de grietas en materiales frágiles. Para entender la mecánica de la fractura hay que esperar hasta el trabajo de A. A. Griffith en 1920.